# Diana Bellamy
Pour les articles homonymes, voir Bellamy.
Diana Bellamy est une actrice américaine, née le 19 septembre 1943 à Los Angeles, et morte d'un cancer le 17 juin 2001 à Valley Village, en Californie (États-Unis).

## Filmographie

### Cinéma
- 1983 : D.C. Cab de Joel Schumacher : Maudie
- 1985 : Police Academy 2. Au boulot ! (Police Academy 2: Their First Assignment) : Nurse
- 1986 : Crossroads de Walter Hill : Hospital Supervisor
- 1986 : Odd Jobs : Woman in Restaurant
- 1986 : Free Ride : Woman Guard
- 1987 : The Price of Life : Mother
- 1987 : Une chance pas croyable (Outrageous Fortune) : Madam
- 1987 : Stripped to Kill : Shirl
- 1987 : Boire et Déboires (Blind Date) de Blake Edwards : Maid
- 1987 : Maid to Order : Woman in Unemployment Office
- 1987 : Born in East L.A. : Harry's wife
- 1988 : The Nest : Mrs. Pennington
- 1988 : Astronomy : Arlene
- 1988 : Spellbinder : Grace Woods
- 1991 : Critters 3 : Rosalie
- 1992 : Un faire-part à part (Passed Away) de Charlie Peters : BJ
- 1993 : Malice : Ms. Worthington
- 1995 : Alerte ! (Outbreak) : Mrs. Pananides
- 1996 : Diabolique (film) : Ms. Vawze
- 1996 : Les Fantômes du passé (Ghosts of Mississippi) : Barbara Holder
- 1997 : Air Force One : White House Switchboard Operator

### Télévision
- 1982 : Dynastie (Dynasty) (feuilleton TV) : Nurse
- 1983 : The Skin of Our Teeth (TV) : Miss E. Muse / Ivy
- 1983 : Matt Houston (série télévisée) : Mary
- 1983 : Simon et Simon (Simon & Simon) (série télévisée) : Bubba
- 1984 : Capitaine Furillo (Hill Street Blues) (série télévisée) : Lois
- 1984 : Cagney et Lacey (Cagney & Lacey) (série télévisée)
- 1985 : L'Homme qui tombe à pic (The Fall Guy) (série télévisée) : Fat Woman
- 1986 : The Family Martinez (TV) : Sister Mary Luke
- 1986 : Rick Hunter (Hunter) (série télévisée)
- 1986 : Condor, Los Angeles 1999 (Condor) (TV) : Opera Singer
- 1988 : Necessity (TV) : Apartment manager
- 1988 : Winnie (TV) : Nurse
- 1988 : Sacrée Famille (Family Ties) (série télévisée) : Dr. Eileen Davidson
- 1988 : Shootdown (TV) : Lillian
- 1989 : 13 East (série télévisée) : Head Nurse Maggie Poole
- 1989 : Alien Nation (série télévisée) : Betsy Ross
- 1991 : Corky, un adolescent pas comme les autres (Life Goes On) (série télévisée) : Bea
- 1991 : Docteur Doogie (Doogie Howser, M.D.) (série télévisée) : Alice Sherman
- 1991 : Matlock (série télévisée) : Edna
- 1992 : Arabesque (Murder, She Wrote) (série télévisée) : Head Guard
- 1992 : Code Quantum (Quantum Leap) (série télévisée) : Mrs. Sherilyn Stanton
- 1993 : Papa bricole (Home Improvement) (série télévisée) : Myrtle
- 1993 : Alerte à Malibu (Baywatch) (série télévisée) : Abigail Kenilworth
- 1994 : Notre belle famille (Step by Step) (série télévisée) : Saleswoman
- 1994 : Amelia Earhart, le dernier vol (Amelia Earhart: The Final Flight) (TV) : Mrs. Atkinson
- 1994 : Murphy Brown (série télévisée) : Mrs. Delman
- 1994 : Les Incroyables Pouvoirs d'Alex (The Secret World of Alex Mack) (série télévisée) : Ms. Thorpe
- 1994 : Superhuman Samurai Syber-Squad (série télévisée) : Mrs. Cha-Cha Rimba Starkey
- 1996 : Les Sœurs Reed (Sisters) (série télévisée) : Nurse Marilyn
- 1996 : Une maman formidable (Grace Under Fire) (série télévisée) : Betty
- 1996 : Wings (série télévisée) : Mother
- 1996 : Nash Bridges (série télévisée)
- 1996 : À la une (Ink) (série télévisée) : Widow
- 1996 : Melrose Place (feuilleton TV) : Sister Anne
- 1996 : Seinfeld (série télévisée) : Mrs. Ricardi
- 1996 : Mariés, deux enfants (Married with Children) (série télévisée)
- 1997 : Desert's Edge (TV)
- 2000 : Popular (série télévisée) : Principal Cecelia Hall
- 2001 : Diagnostic : Meurtre (Diagnosis Murder) (série télévisée) : Mary Drexel